# Episodi di Adam-12 (seconda stagione)
La seconda stagione della serie televisiva Adam-12, composta da 26 episodi, è andata in onda negli Stati Uniti dal 20 settembre 1969 al 9 maggio 1970 sulla NBC. In Italia è stata trasmessa su Rete 4 nel 1986.
| nº | Titolo originale                    | Titolo italiano                            | Prima TV USA              | Prima TV Italia |
| -- | ----------------------------------- | ------------------------------------------ | ------------------------- | --------------- |
| 1  | Log 15: Exactly 100 Yards           | Esattamente 100 yards                      | 20 settembre 1969         | 1986            |
| 2  | Log 153: Find Me a Needle           | Trovami un ago                             | 27 settembre 1969         | 1986            |
| 3  | Log 52: Good Cop - Handle with Care | Un bravo poliziotto sa maneggiare con cura | 4 ottobre 1969            | 1986            |
| 4  | Log 23: Pig Is a Three-Letter Word  | Pig è una lettera di tre lettere           | 11 ottobre 1969           | 1986            |
| 5  | Log 83: A Different Thing           | Una cosa differente                        | 18 ottobre 1969           | 1986            |
| 6  | Log 103: A Sound Like Thunder       | Un suono come un tuono                     | 1º novembre 1969          | 1986            |
| 7  | Log 63: Baby                        | Baby                                       | 8 novembre 1969           | 1986            |
| 8  | Log 93: Once a Junkie               | Un tossicodipendente di una volta          | 22 novembre 1969          | 1986            |
| 9  | Log 123: Courtroom                  | In un'aula di tribunale                    | 29 novembre 1969          | 1986            |
| 10 | Log 143: The Cave                   | Nella grotta                               | 13 dicembre 1969          | 1986            |
| 11 | Log 142: As High as You Are         | Alto come me                               | 20 dicembre 1969          | 1986            |
| 12 | Log 43: Hostage                     | L'ostaggio                                 | 3 gennaio 1970            | 1986            |
| 13 | Log 34: Astro                       | Divisione Astro                            | 10 gennaio 1970           | 1986            |
| 14 | Log 14: SWAT                        | La S.W.A.T.                                | 24 gennaio 1970           | 1986            |
| 15 | Log 64: Bottom of the Bottle        | Nel fondo di una bottiglia                 | 31 gennaio 1970           | 1986            |
| 16 | Log 54: Impersonation               | Furto di identità                          | 7 febbraio 1970           | 1986            |
| 17 | Log 24: A Rare Occasion             | Una rara occasione                         | 14 febbraio 1970          | 1986            |
| 18 | Log 124: Airport                    | L'aeroporto                                | 28 febbraio 1970          | 1986            |
| 19 | Log 94: Vengeance                   | La vendetta                                | 7 marzo 1970              | 1986            |
| 20 | Log 104: The Bomb                   | La bomba                                   | 14 marzo 1970             | 1986            |
| 21 | Log 74: Light Duty                  | Un compito facile                          | 21 marzo 1970             | 1986            |
| 22 | Log 114: The Hero                   | L'eroe                                     | 28 marzo 1970             | 1986            |
| 23 | Log 134: Child Stealer              | Ladro di bambini                           | 4 aprile 1970             | 1986            |
| 24 | Log 144: Bank Robbery               | Il rapinatore di banche                    | 11 aprile 1970            | 1986            |
| 25 | Log 44: Attempted Bribery           | Tentata corruzione                         | 18 aprile 1970 a vendetta | 1986            |
| 26 | Log 173: Shoplift                   | Il taccheggio                              | 9 maggio 1970             | 1986            |

## Esattamente 100 yards
- Titolo originale: Log 15: Exactly 100 Yards
- Diretto da: Joseph Pevney
- Scritto da: Jack Hawn

### Trama
Malloy non è entusiasta di dover svolgere il lavoro nelle relazioni con la comunità con i bambini nelle scuole come parte del programma Policeman Bill e allo stesso tempo aiutare Reed ad allenarsi per le Olimpiadi per la polizia. Ma, uno di loro sembra ad avere un atteggiamento strano.

## Trovami un ago
- Titolo originale: Log 153: Find Me a Needle
- Diretto da: Robert Douglas
- Scritto da: Guerdon Trueblood

### Trama
Un serial killer perseguita e uccide delle autostoppiste e scaricando i loro corpi su un parco vicino alla Mulholland Drive. Malloy e Reed sperano che un sospetto possa portarli alla prossima settima vittima, visto che le vittime erano sei.

## Un bravo poliziotto sa maneggiare con cura
- Titolo originale: Log 52: Good Cop - Handle with Care
- Diretto da: Robert Douglas
- Scritto da: Preston Wood

### Trama
Una coppia di giornalisti freelance è determinata a creare una storia sulla brutalità della polizia e perseguitare Malloy e Reed come loro segni. I due avvertono di finirla che perseguirli, ma i continui persecuzioni finisce per causare una tragedia.

## Pig è una parola di tre lettere
- Titolo originale: Log 23: Pig Is a Three-Letter Word
- Diretto da: Jospeh Pevney
- Scritto da: James Doherty

### Trama
Malloy e Reed devono impedire che una rivolta razziale abbia luogo dopo che l'arresto di alcuni rapinatori mette un intero quartiere contro la polizia. Reed arresta un molestatore, che è stato sorpreso a molestare un bambino di 5 anni in un bagno del parco.

## Una cosa differente
- Titolo originale: Log 83: A Different Thing
- Diretto da: Robert Douglas
- Scritto da: Richard Neil Morgan

### Trama
Malloy e Reed sono chiamati a indagare su un caso che però inizia a sembrare un omicidio.

## Un suono come un tuono
- Titolo originale: Log 103: A Sound Like Thunder
- Diretto da: Joseph Pevney
- Scritto da: James Doherty

### Trama
Malloy, la fidanzata e Reed visitano una città fantasma nel giorno libero degli ufficiali e devono fare i conti con una banda di motociclisti.

## Baby
- Titolo originale: Log 63: Baby
- Diretto da: Joseph Pevney
- Scritto da: Guerdon Trueblood

### Trama
La moglie di Reed va in ospedale per avere un figlio, ma Reed, che ha deciso di prendersi il giorno libero, ha difficoltà a tenerla d'occhio il telefono tra una chiamata e l'altra mentre è lì.

## Un tossicodipendente di una volta
- Titolo originale: Log 93: Once a Junkie
- Diretto da: Jospeh Pevney
- Scritto da: Jack Hill

### Trama
Un ex tossicodipendente è sospettato di aggressione e rapina è il caso viene assegnato a Malloy e Reed.

## In un'aula di tribunale
- Titolo originale: Log 123: Courtroom
- Diretto da: Joseph Pevney
- Scritto da: Richard Neil Morgan

### Trama
Malloy e Reed sono stati accusati di aver oltrepassato i parametri di un mandato di perquisizione da un sospetto trovato in possesso di droghe illegali.

## Nella grotta
- Titolo originale: Log 143: The Cave
- Diretto da: Alan Crosland
- Scritto da: Robert I. Holt

### Trama
Solo una tipica giornata di pattuglia con chiamate che vanno da un ragazzo hippie lapidato alla ricerca di un bambino scomparso per Malloy e Reed.

## Alto come me
- Titolo originale: Log 142: As High as You Are
- Diretto da: Robert Douglas
- Scritto da: Guerdon Trueblood

### Trama
Malloy e Reed indagano su un'irruzione in un magazzino e trovano un sospetto che in realtà sulla sedia a rotelle. Mentre cercano di andarsene,  un gruppo di teppisti del quartiere decide di interferire, rendendo il lavoro molto più difficile.

## L'ostaggio
- Titolo originale: Log 43: Hostage
- Diretto da: Jospeh Pevney
- Scritto da: Robert Hammer

### Trama
Durante il pranzo in un ristorante, Malloy viene gravemente ferito da due prigionieri evasi che tengono in ostaggio lui e gli altri clienti.

## Divisione Astro
- Titolo originale: Log 34: Astro
- Diretto da: Robert Douglas
- Scritto da: Guerdon Trueblood

### Trama
Viene aggiunto un nuovo strumento della polizia, un elicottero, qualcosa che Malloy e Reed sono felici di avere a supporto quando sono l'unità disponibile per inseguire due sospetti di rapina in fuga su una moto.

## La S.W.A.T
- Titolo originale: Log 14: S.W.A.T
- Diretto da: Alan Crosland
- Scritto da: Michael Donovan

### Trama
Creato all'interno del dipartimento, il team di armi speciali e tattiche con Malloy e Reed viene chiamato per trovare un pericoloso cecchino.

## Nel fondo di una bottiglia
- Titolo originale: Log 64: Bottom of the Bottle
- Diretto da: Alan Crosland
- Scritto da: Robert I. Holt

### Trama
Malloy e Reed vede lo stesso uomo alcolizzato due volte in una notte, in una rissa e poi in una sparatoria.

## Furto di identità
- Titolo originale: Log 54: Impersonation
- Diretto da: Joseph Pevney
- Scritto da: Robert I. Holt

### Trama
Un detective della divisione Rampart è sospettato per frode ai danni dei residenti e ad indagare sul caso sono Malloy e Reed.

## Una rara occasione
- Titolo originale: Log 24: A Rare Occasion
- Diretto da: Robert Douglas
- Scritto da: Robert I. Holt

### Trama
Malloy e Reed durante il loro giorno libero, devono fare i conti con un giovane tossicodipendente.

## L'aeroporto
- Titolo originale: Log 124: Airport
- Diretto da: Alan Crosland
- Scritto da: James Doherty

### Trama
Malloy e Reed vengono chiamati prima per una ragazza in fuga, poi in una rapina in un negozio di alimentari e un aereo rubato.

## La vendetta
- Titolo originale: Log 94: Vengeance
- Diretto da: Alan Crosland
- Scritto da: James Doherty

### Trama
Malloy e Reed ricevono diverse chiamate su dei ladri d'auto, la rapina di un negozio di liquori e un bambino intrappolato in un frigorifero.

## La bomba
- Titolo originale: Log 104: The Bomb
- Diretto da: Jean Yarbrough
- Scritto da: Robert I. Holt

### Trama
Malloy e Reed prendono casi che vanno dall'inseguimento dei ladri, dall'attentato dinamitardo al tentato suicidio.

## Un compito facile
- Titolo originale: Log 74: Light Duty
- Diretto da: Alan Crosland
- Scritto da: Guerdon Trueblood

### Trama
Malloy, in seguito ad un piccolo incidente si ritrova al lavoro d'ufficio mentre Reed viene chiamato per assistere in una potenziale rivolta.

## L'eroe
- Titolo originale: Log 114: The Hero
- Diretto da: Jospeh Pevney
- Scritto da: Don Ingalls

### Trama
Malloy e Reed assistono i vigili del fuoco in un magazzino in fiamme, ma un giovane che salva una vittima intrappolata sembra riluttante a essere riconosciuto e onorato come un eroe.

## Ladro di bambini
- Titolo originale: Log 134: Child Stealer
- Diretto da: Alan Crosland
- Scritto da: James Doherty

### Trama
Malloy e Reed inseguono un rapitore sospetto, ladri d'auto e un prigioniero evaso.

## Il rapinatore di banche
- Titolo originale: Log 144: Bank Robbery
- Diretto da: Joseph Pevney
- Scritto da: James Doherty

### Trama
Malloy e Reed affrontano un caso domestico che coinvolge un wrestler professionista.

## Tentata corruzione
- Titolo originale: Log 44: Attempted Bribery
- Diretto da: Alan Crosland
- Scritto da: James Doherty

### Trama
Malloy e Reed arrestano il figlio di un ricco uomo d'affari per guida in stato di ebbrezza e suo padre cerca di influenzare la testimonianza degli ufficiali.

## Il taccheggio
- Titolo originale: Log 173: Shoplift
- Diretto da: Alan Crosland
- Scritto da: Robert I. Holt

### Trama
Malloy e Reed rintracciano un taccheggiatore tra l'altro minorenne che è sfuggita alla custodia nella tana di un leader di una setta/artista della truffa.
- Questo episodio fa una parte di un crossover con Dragnet.